# 加茂町 (山形県)
加茂町（かもまち）は山形県西田川郡にあった町。現在の鶴岡市にあたる。本項では町制前の名称である加茂村（かもむら）についても述べる。

## 地理
- 海洋：日本海
- 山：荒倉山、高館山
- 台地：加茂台地

## 歴史

### 町名の由来
当町にある「加茂港」は、昔「顔港」「顔の湊」と呼ばれており、そこから転じて「加茂港」の名が付いた。『加茂港史』では、京都の加茂と関係があるのではないかと推測しているが、定かではない。

### 年表
- 1889年（明治22年）4月1日 - 町村制の施行により、加茂村、今泉村、湯野浜村、金沢村、油戸村、宮沢村の区域をもって加茂村が発足[3]。
- 1890年（明治23年）10月27日 - 加茂村が町制施行して加茂町となる[4]。
- 1955年（昭和30年）7月29日 - 鶴岡市に編入、同日加茂町廃止[5]。

## 人口
1950年国勢調査による。
- 世帯数：1,412戸
- 人口：7,287人
- 人口密度：664人/km2。この数値は、西田川郡の町村で最も高い。
- 男女比：女性100人に対し男性82.2人。この数値は、山形県の市町村で最も低い。

## 地名
小字の出典は『山形県地名録』266頁による。

### 大字加茂
小字：加茂・岩倉・大崩・坂ノ下・清水平・弁慶沢

### 大字油戸
小字：油戸（）・油沢・道田・中田

### 大字今泉
小字：今泉・内山沢・大久保・真台

### 大字金沢
地名の由来に、洗濯のために沢へ行った女性が金塊を見つけたためという説がある。
小字：金沢（）・中沢・向山

### 大字宮沢
小字：宮沢・秋原山・大石沢・小山腰・小沢

### 大字湯野浜
小字：湯野浜・石上・稲荷幡・笹立・浜泉

## 産業
古くは北前船の寄港地として栄えており、北海道をはじめとした各地からの輸出入に関わる産業があったが、羽越本線が全線開業した1924年以降は、商港としての機能は収束していった。
農業戸数は1953年時点で185戸、うち専業農家は6戸であった。
漁業従事者数は1954年時点で664人であった。漁獲量は1933年時点で19,177円、そのうち鮭が6,300円、鱒が5,100円であった。
1947年10月には三菱鉱業の油戸鉱業所が開所された。

## 行政

### 加茂村長
- 松井三十郎[14]

### 加茂町長
- 山田義民 - 1893年時点[15]
- 石原啓介 - 1904年時点[16]
- 鈴木重光 - 1909年時点[17]
- 松山眞中[18]
- 尾形作太郎 - 1927年11月就任[19]
- 田中榮太郎 - 1929年7月当選[20]
- 飛塚虎次 - 1935年8月当選[21]
- 秋野惇蔵 - 1939年8月当選[22]
- 大屋雄三[23]
- 佐藤与次兵衛 - 1947年4月当選、1954年11月6日就任中に死去[24]。
- 石名坂恒吉 - 1954年12月当選[24]

### 水道事業
この項目の出典：
町営で水道を設置していた。水源は地下水。給水人口は1954年時点で1,648人。

## 教育
1953年時点

### 小学校
- 学校数：本校1校、分校2校
- 学級数：24組
- 児童数：1,009人

### 中学校
- 学校数：1校
- 学級数：9組
- 生徒数：444人

## 交通

### 鉄道路線
- 庄内交通
  - 湯野浜線
    - 湯野浜温泉駅

### 道路
- 国道112号
- 県道50号
- 県道43号

## 寺院・神社
- 竜宮寺
縁起 857年（天安2年）7月 真言宗[27]
庄内三十三観音第25番札所[28]
- 極楽寺
起源 建久年間 曹洞宗[27]
寺宝宝篋印塔並びに五輪塔は、1951年に山形県重要文化財へ指定された[29]。
- 少林寺
起源 1338年（暦応元年） 曹洞宗[30]
- 安養寺
開基 1596年（慶長元年） 浄土宗[30]
- 白蓮寺
開基 1642年（寛永19年）5月 曹洞宗[31]
- 常福寺
開基 1630年（寛永7年）7月 日蓮宗[30]
- 浄禅寺
開基 1672年（寛文12年）4月 浄土真宗[31]
- 海印寺
開基 慶長年間 曹洞宗
- 春日神社
865年（貞観7年）[要出典]に大和国春日大社より勧進
- 熊野神社
1187年（文治3年）に出雲国より勧進[要出典]

## 観光スポット
- 鶴岡市立加茂水族館 - 1930年開館[32]
- 加茂レインボービーチ
- 加茂緑地
- 荒崎灯台[33]
- 高館山
- 湯野浜温泉